# Johan Brouwer

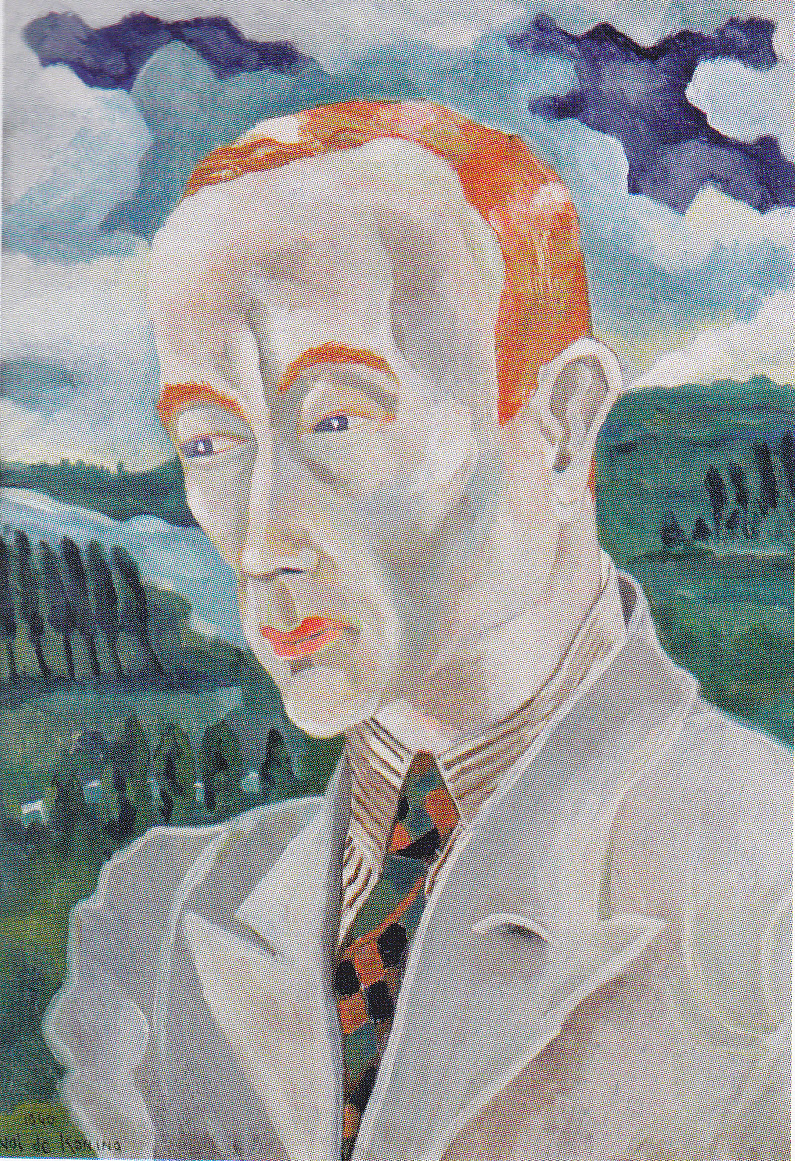
Johan Brouwer
(Bild van Nol de Koning, 1940)

Johan Brouwer (* 31. Mai 1898 in Delfshaven; † 1. Juli 1943 in Haarlem) war ein niederländischer Autor, Romanist, Hispanist, Übersetzer und Widerstandskämpfer.

## Leben und Werk

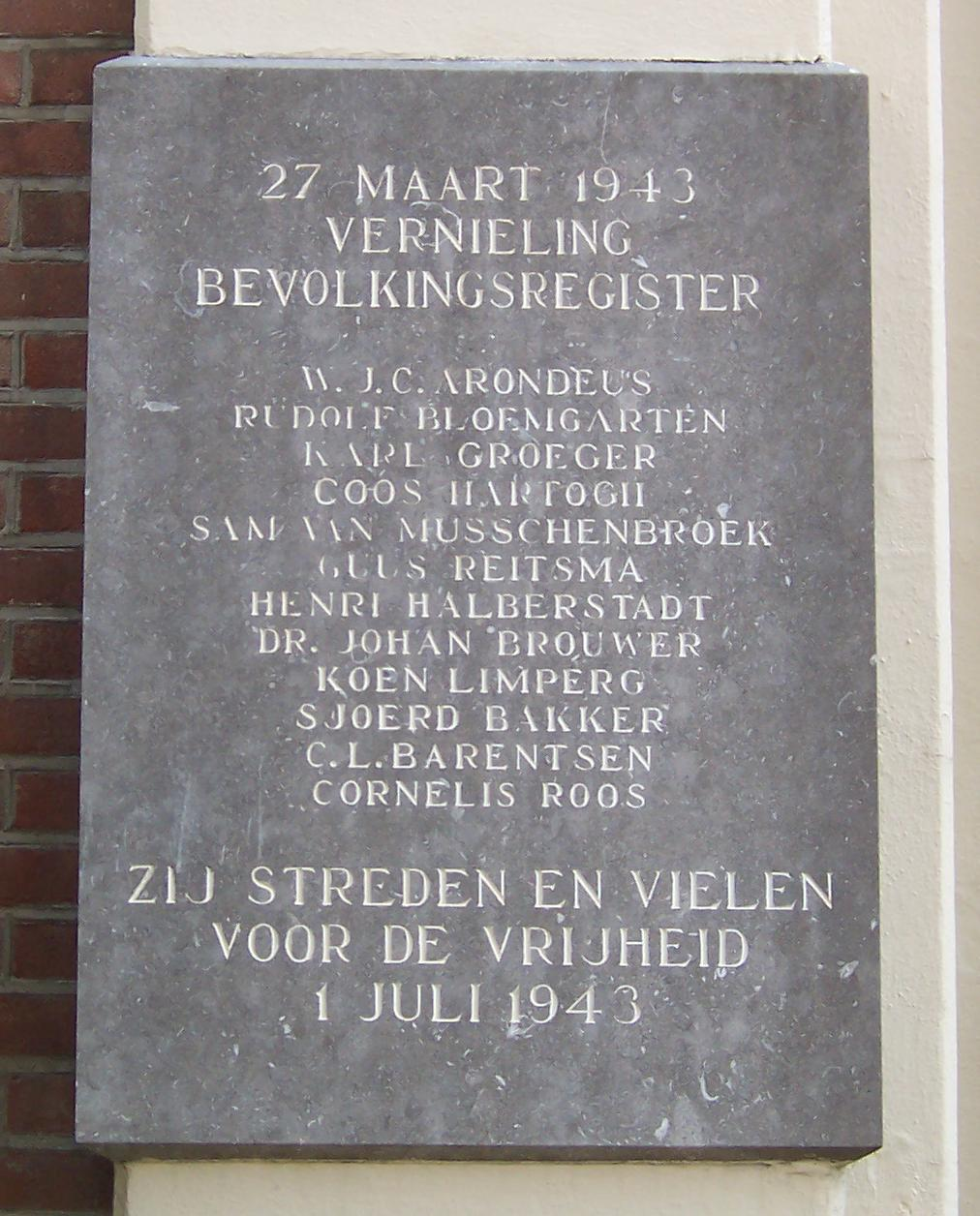
Plakette in Amsterdam

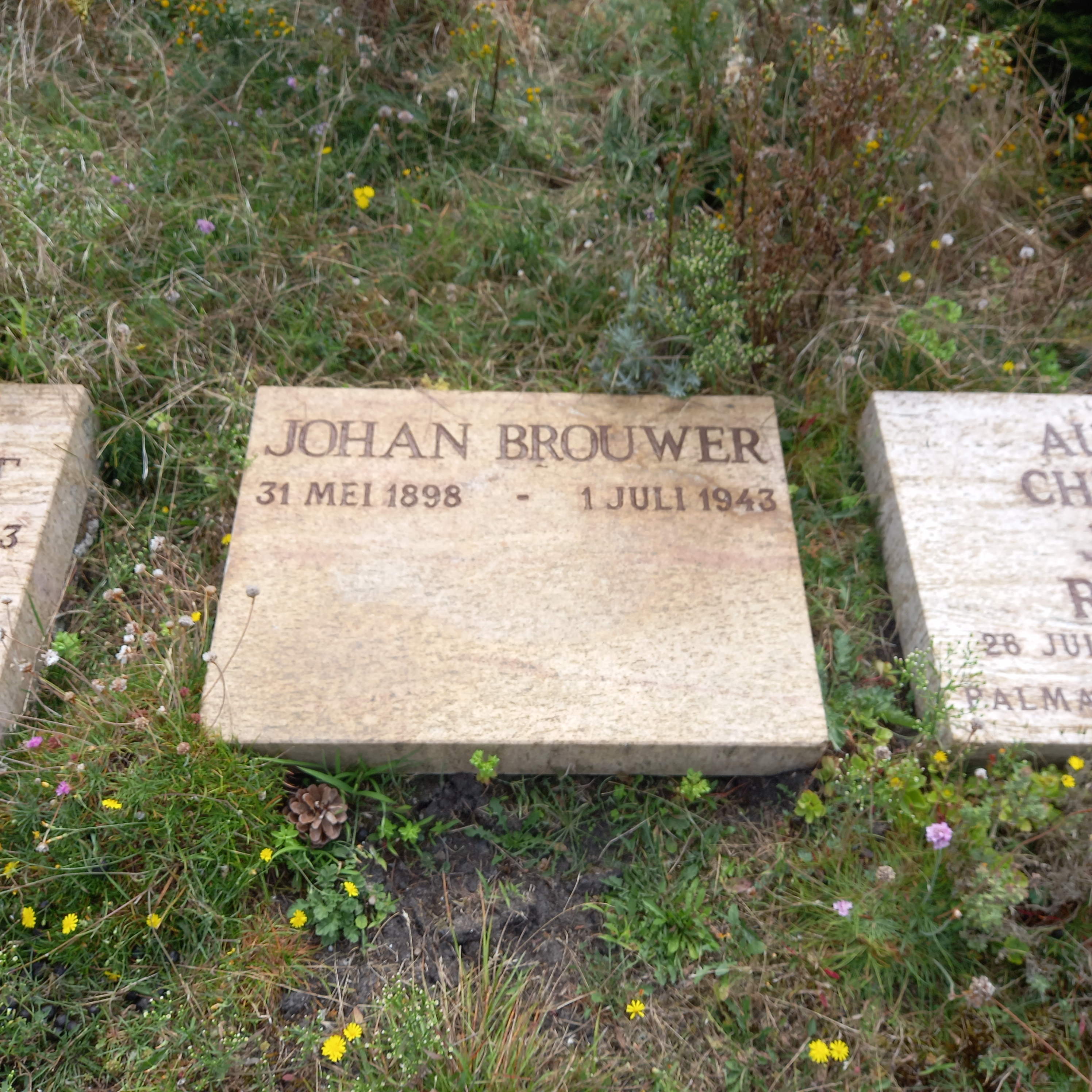
Das Grab von Johan Brouwer auf dem Ehrenfriedhof Bloemendaal

Brouwer, dessen Vater Werftarbeiter war, ging aufs Gymnasium in Rotterdam, dann auf die Missionsschule in Oegstgeest, und studierte ab 1920 (in Vorbereitung auf eine Missionstätigkeit) asiatische Sprachen.
Die Jahre 1922 bis 1928 verbrachte er im Gefängnis, wegen Bankraubs (aus Geldmangel zusammen mit seinem Bruder) und wegen Ermordung eines Mitwissers, der sie erpresst hatte.
Anschließend studierte er Hispanistik in Groningen bei Kornelis Sneyders de Vogel und brachte es in kürzester Zeit bis zur Promotion 1931 mit der Arbeit De psychologie der Spaansche mystiek (Amsterdam 1931).
Er trat zum katholischen Glauben über, reiste durch Spanien und Italien und wurde 1932 Dozent für Spanisch und Italienisch an der Schule für Sprache und Literatur in Den Haag (bei Etsko Kruisinga 1875–1944). Eine Anstellung als Lektor auf Zeit an der Universität Amsterdam (in Vertretung des als Juden entlassenen Jonas Andries van Praag) scheiterte 1941 am Öffentlichwerden seiner Straffälligkeit in den Zwanziger Jahren.
Brouwer ging in den Widerstand gegen die nationalsozialistische Besetzung der Niederlande und war am Anschlag auf das Einwohnermeldeamt Amsterdam am 27. März 1943 zur Vernichtung von Dokumenten, die das Erstellen falscher Pässe behinderten, beteiligt. Zusammen mit Willem Arondeus, Karl Gröger und anderen wurde er am 2. April gefasst und am 1. Juli von einem deutschen Exekutionskommando erschossen. Er wurde nach dem Krieg auf den Ehrenfriedhof Bloemendaal umgebettet.
Zur Erinnerung an die Hinrichtung ist am Gebäude des ehemaligen Amsterdamer Einwohnermeldeamts in der Plantage Kerklaan 36 eine Plakette angebracht, auf der die Attentäter namentlich genannt sind. Die Inschrift lautet: „Zij streden en vielen voor de vrijheid“ (Sie kämpften und fielen für die Freiheit).
In den zehn Jahren seiner Publikationstätigkeit zwischen 1932 und 1942 verband Brouwer Fachwissenschaft mit Zeitgeschichte und Zeitkritik (vor allem zum Spanischen Bürgerkrieg), mit Romanschriftstellerei, sowie mit Prosaübersetzung (Eduardo Zamacois, José Ortega y Gasset, Aquilino Ribeiro, Antonio Ruiz Vilaplana, Gregorio López y Fuentes, Antoine de Saint-Exupéry und Ferdinand Lot).

## Weitere Werke
- (mit Gerardus Johannes Geers) De Renaissance in Spanje, Zutphen 1932
- Hernán Cortés en Monteczuma, Zutphen 1933
- (Hrsg.) Kronieken van Spaansche soldaten uit het begin van den tachtigjarigen oorlog, Zutphen 1933, 1980
- Een Spaansch schetsboek, Zutphen 1933
- De achtergrond der Spaansche mystiek, Zutphen 1935
- De Spaansche burgeroorlog, Hilversum 1936
- Spraakkunst van het hedendaagse Spaans, Zutphen 1937, 1959
- De Onoverwinnelijke Vloot, Amsterdam 1938
- Spaansche aspecten en perspectieven, Rotterdam 1939, 1946
- (u. Pseudonym Maarten van de Moer) De schatten van Medina-Sidonia, Zutphen 1939; u. d. T. In de schaduw van de dood, 1946, Utrecht 1986
- Hedendaags Spaans. Leesboek, Zutphen 1940
- De verzonken zilvervloot van Vigo, Zutphen 1940
- Johanna de Waanzinnige, Amsterdam 1940, 1989 (deutsch: Johanna die Wahnsinnige, München 1978, zuletzt 2004; polnisch 1991)
- Geestelijke verwarring, Den Haag 1940 (Bibliotheek voor weten en denken 1)
- Philips Willem, Zutphen 1940 (dänisch: Kopenhagen 1942)
- Montigny, Amsterdam 1941
- (u. Pseudonym Johannes Geerlinck) Vandaag geen spreekuur, Amsterdam 1942
- Het mysterie van Spanje. Beschouwend realistische geschiedenis, Amsterdam 1946
- Verzameld Werk, Amsterdam 1956–1957